# 二木謙吾
二木 謙吾（ふたつぎ けんご、1897年〈明治30年〉1月1日 - 1983年〈昭和58年〉12月20日）は、日本の政治家、教育者、実業家。初代学校法人宇部学園理事長、宇部興産顧問、山口県議会議長、参議院議員（3期）、大蔵政務次官、自由民主党両院議員総会長。

## 来歴・人物
1897年（明治30年）、宇部村（現宇部市）に生まれる。福岡県で炭鉱業に参画するが経営的には失敗し帰郷、山口師範学校本科第一部を卒業し教員に転身する。教育者としての頭角を現した二木は、公立学校長など要職を務めるうちに宇部市の教育界で信頼を得、1942年（昭和17年）12月に蔵原経智から宇部女子商業学校の学校運営を受託、同校の理事長兼校長に就任し学校経営に参入する。
戦後、二木は1947年（昭和22年）4月の山口県議会議員選挙に立候補し初当選。1期目ながら副議長に登用され、以後3選。2期目以降は議長に就任している。政界進出の一方で、1951年（昭和26年）に学校法人宇部学園を設立し、のちに宇部女子高等学校（現慶進中学校・高等学校）を中心とした学園グループを形成していくことになる。
1962年（昭和37年）の第6回参議院議員通常選挙に自由民主党公認で立候補し初当選。以降参議院議員を3期務める。在職中は文教委員会委員長や大蔵政務次官など要職に就き、また七日会（田中派）顧問としても活躍。1979年（昭和54年）、勲一等瑞宝章を受章。その後1980年（昭和55年）の第12回参議院議員通常選挙で江島淳に禅譲し、自身は政界から引退した。
1983年（昭和58年）12月20日、死去。享年86。従三位に叙される。告別式は宇部女子高等学校体育館で開催され、学校法人宇部学園の後任理事長には息子の二木秀夫が就任した。同学園の発展に貢献した二木を顕彰して、同校の本館玄関前には柳原義達制作の銅像が設置されている。

## 略歴
- 1940年（昭和15年）3月 - 福岡新起業炭鉱常務取締役。
- 1942年（昭和17年）12月 - 社団法人宇部女子商業学校理事長兼校長。
- 1943年（昭和18年）3月 - 宇部高等淑徳女学校校長。
- 1945年（昭和20年）3月 - 財団法人宇部女子商業学校理事長。
- 1946年（昭和21年）4月 - 宇部市教職員組合長。
- 1947年（昭和22年）4月 - 山口県議会副議長[3]。
- 1947年（昭和22年）9月 - 宇部商社副社長。
- 1948年（昭和23年）4月 - 学校法人宇部学園高等学校・宇部学園中学校理事長兼校長。
- 1949年（昭和24年）6月 - 山口県観光連盟会長。
- 1949年（昭和24年）9月 - 宇部商社社長。
- 1951年（昭和26年）- 学校法人宇部学園理事長。
- 1951年（昭和26年）4月 - 山口県議会議長[3]。
- 1955年（昭和30年）8月 - 財団法人山口県立医科大学後援会顧問。
- 1955年（昭和30年）10月 - 山口県教育会会長。
- 1960年（昭和35年）4月 - 財団法人山口県立医科大学後援会代表。
- 1960年（昭和35年）7月 - モーターボート競走会役員。
- 1962年（昭和37年）8月 - 離島対策審議会委員。
- 1962年（昭和37年）11月 - 宇部興産顧問。
- 1962年（昭和37年）12月 - 自由民主党政務調査会石炭対策特別委員会副委員長。
- 1964年（昭和39年）4月 - 山口大学医学部後援会会長。
- 1965年（昭和40年）4月 - 学校法人宇部学園宇部女子高等学校・宇部女子中学校理事長兼校長。
- 1966年（昭和41年）1月 - 参議院文教委員会委員長。
- 1966年（昭和41年）6月 - 自由民主党政務調査会文教部会部会長。
- 1966年（昭和41年）9月 - 自由民主党政務調査会基地対策特別委員会副委員長。
- 1967年（昭和42年）3月 - 自由民主党政務調査会文教部会副部会長、裁判官訴追委員会委員、自由民主党政務調査会文教制度調査会副会長。
- 1967年（昭和42年）12月 - 第2次佐藤内閣 (第1次改造)大蔵政務次官。
- 1968年（昭和43年）4月 - 山口芸術短期大学理事長[4]。
- 1969年（昭和44年）2月 - 自由民主党政務調査会国民栄養対策特別委員会副委員長。
- 1969年（昭和44年）7月 - 自由民主党山口県支部連合会会長[5]。
- 1970年（昭和45年）2月 - 自由民主党国民運動本部副部長、自由民主党政務調査会交通安全対策特別委員会委員長。
- 1970年（昭和45年）10月 - 自由民主党国民運動本部副本部長。
- 1972年（昭和47年） - 七日会（田中派）顧問。
- 1974年（昭和49年） - 参議院外務委員会委員長。
- 1979年（昭和54年） - 勲一等瑞宝章受章[2]。
- 1980年（昭和55年） - 政界引退。
- 1983年（昭和58年）12月20日 - 死去。
- 1985年（昭和60年） - 柳原義達制作の銅像が宇部女子高等学校に設置[6]。

## 選挙
- 1947年（昭和22年）4月 - 山口県議会議員に初当選、副議長に就任。
- 1951年（昭和26年）4月 - 山口県議会議員に2選、議長に就任。
- 1955年（昭和30年）4月 - 山口県議会議員に3選、議長に就任。
- 1962年（昭和37年）7月1日 - 第6回参議院議員通常選挙において自由民主党公認で参議院議員に初当選。
- 1968年（昭和43年）7月7日 - 第8回参議院議員通常選挙において自由民主党公認で参議院議員に2選。
- 1974年（昭和49年）7月7日 - 第10回参議院議員通常選挙において自由民主党公認で参議院議員に3選。

## その他主な役職
- 自由民主党国会対策委員会副委員長
- 中国地方開発審議会委員
- 自由民主党両院議員総会会長
- 自由民主党政務調査会同和対策特別委員会委員長
- 裁判官弾劾裁判所裁判員
- 自由民主党政務調査会外交調査会副会長
- 自由民主党政務調査会外務部会部会長
- ロッキード問題に関する調査特別委員会委員長
- 航空機輸入等に関する調査特別委員会委員長

## 家族・親族
- 長男 - 二木和夫（元山口県議会議員、元山口県議会副議長）
- 次男 - 二木秀夫（元参議院議員、学校法人宇部学園学園長[1]）
- 孫 - 二木健治（山口県議会議員〈2期目〉）
- 義兄 - 中安閑一（元宇部興産会長、元経済団体連合会常任理事、元日本経営者団体連盟常任理事、元経済企画庁経済審議会専門委員、元産業機械統制会理事技術部長）

## 栄典
- 勲二等瑞宝章（1968年）
- 勲一等瑞宝章（1979年）
- 従三位